# Melas (Sohn des Likymnios)
Melas (altgriechisch Μέλας Mélas) ist in der griechischen Mythologie ein Sohn des Likymnios und der Perimede, der Schwester Amphitryons. Seine Brüder sind Oionos, der erste Sieger während der von Herakles veranstalteten Olympischen Spiele, und Argeios. 
Melas nahm mit seinem Bruder Argeios am Zug des Herakles gegen Eurytos, den König von Oichalia auf Euboia teil. Die sehr verworrene und in vielen Variationen überlieferte Vorgeschichte verdichtete sich im Laufe der Jahrhunderte zu folgender Fassung: Eurytos, ein trefflicher Bogenschütze und im Besitz eines von Apollon erhaltenen Bogens, hatte dem Helden seine Tochter Iole vorenthalten, obwohl dieser ihn im Bogenschießen um die Tochter besiegt hatte. Zudem hatte er den Herakles des Viehdiebstahls bezichtigt, und als des Eurythos Sohn Iphitos versuchte, die verlorenen Rinder wieder aufzutreiben, verstrickte sich der Held noch weiter in sein Schicksal, als er in seinem göttlichen Wahn Iphitos von der Stadtmauer der stolzen Tiryns stürzte. Zur Sühne wird er von Hermes in die Sklaverei verkauft, kehrte nun aber mit Melas und Ageiros und weiteren Gefährten zurück, um Rache zu nehmen und Iole zu holen. Bei diesen Kämpfen nun, bei denen Eurythos und dessen Söhne getötet wurden, kamen auch Melas und sein Bruder ums Leben und wurden von Herakles feierlich bestattet.